# Huldenberg
Huldenberg là một đô thị ở tỉnh Vlaams-Brabant. Đô thị này bao gồm các thị xã và làng Huldenberg, Loonbeek, Neerijse, Ottenburg và Sint-Agatha-Rode. Tại thời điểm ngày 1 tháng 1 năm 2006, Huldenberg có tổng dân số 9.130 người. Tổng diện tích là 39,64 km² với mật độ dân số là 230 người trên mỗi km².